# Gauromydas heros
Ruồi Mydas (Danh pháp khoa học: Gauromydas heros) là một loài ruồi phổ biến nhất thuộc nhóm ruồi Mydas có tên khoa học là Mydiae, bao gồm khoảng 400 loài. Chúng thường có chiều dài 7 cm.

## Đặc điểm
Chúng được tìm thấy trên khắp thế giới, chủ yếu là ở những nơi có khí hậu nóng cùng với thảm thực vật cây bụi. Điều này cũng có thể liên quan đến lý thuyết "kích cỡ cực hạn của loài ruồi", do tác động bởi khí hậu Trái Đất và khí quyển. Theo một nghiên cứu từ năm 2005, nhiệt độ môi trường sống quyết định tốc độ trao đổi chất của ruồi, do đó chúng chỉ đạt kích cỡ nhất định.